# Fator neurotrófico derivado do cérebro

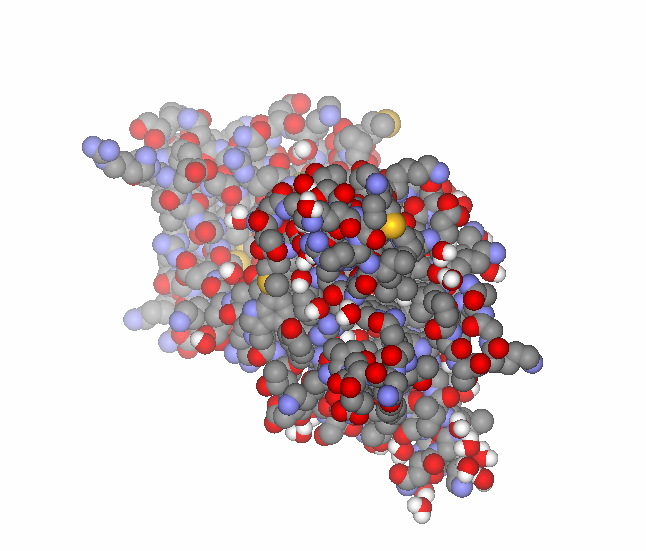

O Fator Neurotrófico Derivado do Cérebro (BDNF, do inglês Brain-derived neurotrophic factor), também designado de abrineurina ou neurotrofinaé uma proteína secretada que, em humanos, é codificada pelo gene BDNF. O BDNF é um membro da família das "neurotrofinas" dos fatores de crescimento, e foi o segundo fator neurotrófico a ser caracterizado depois do fator de crescimento nervoso (NGF). Estes fatores são encontrados no cérebro e na periferia; eles ajudam na sobrevivência neuronal e na neurogênese.
A abrineurina é responsável pela ativação do receptor da tirosina quinase, TrkB.

## Função
O BDNF age sobre certos neurônios do sistema nervoso central e do sistema nervoso periférico, ajudando na manutenção dos neurônios estabelecidos e permitindo o crescimento e diferenciação de novos neurônios e sinapses. No cérebro, o BDNF está ativo no hipocampo, córtex e tronco cerebral - áreas vitais para aprender, memorizar e pensar. Adicionalmente, o fator neurotrófico derivado do cérebro é expresso na retina, nos rins, na próstata, nos motoneurônios, no músculo esquelético e, também, é encontrado na saliva.
O BDNF é importante para a memória a longo prazo. A despeito do fato que uma vasta maioria dos neurônios cerebrais dos mamíferos são formados na fase pré-natal, algumas partes do cérebro mantêm a habilidade de formar novas células a partir de células totipotenciais neurais num processo designado por neurogênese. As neurotrofinas são proteínas que ajudam a estimular e controlar a neurogênese, sendo o BDNF o mais ativo entre eles.
Alguns tipos de exercícios físicos foram demonstrados como responsáveis por aumentar a síntese de BDNF no cérebro humano, tal fenômeno é parcialmente responsável pela neurogênese induzida pelo exercício e melhoramento na função cognitiva. E mais, a niacina parece estimular a expressão do BDNF e do receptor da tropomiosina quinase B (TrkB).

## Mecanismo de ação
O fator neurotrófico derivado do cérebro liga-se, pelo menos, a dois receptores na superfície de células que respondem a ele, o TrkB (pronunciado "Track B")e o LNGFR (de low-affinity nerve growth factor receptor, igualmente conhecido como p75). Adicionalmente, o BDNF modula a atividade de vários receptores de neurotransmissores, incluindo o receptor nicotínico alfa-7. Ainda, o BDNF interage com a via de sinalização da relina (a expressão da relina pelas células de Cajal-Retzius decresce durante o desenvolvimento pela influência do BDNF).

## Doenças relacionadas
Diversos estudos demonstraram uma provável correlação entre o BDNF e as seguintes condições neuropsiquiátricas: ⁣
1. Depressão.[10]
2. Esquizofrenia.[11]
3. Transtorno Obsessivo-Compulsivo (TOC).[12]
4. Doença de Alzheimer.[13]
5. Doença de Huntington.
6. Síndrome de Rett.
7. Demência.
8. Anorexia nervosa.
9. Bulimia nervosa.